# Universidad Nacional Santiago Antúnez de Mayolo
Die Universidad Nacional Santiago Antúnez de Mayolo (UNASAM) ist eine staatlich anerkannte Universität. Sie wurde 1977 gegründet und hat ihren Sitz in Huaraz. Sie verfügt über 11 Fakultäten und 63 Studiengänge (25 vorbereitende Studiengänge, 28 Master und 10 Doktorate). 
Im zweiten Semester 2018 hatte die Universität 405 Dozenten, davon waren 75 % fest angestellt. 185 hatten einen Mastertitel und 118 ein Doktorat.